# Biểu đồ Pareto

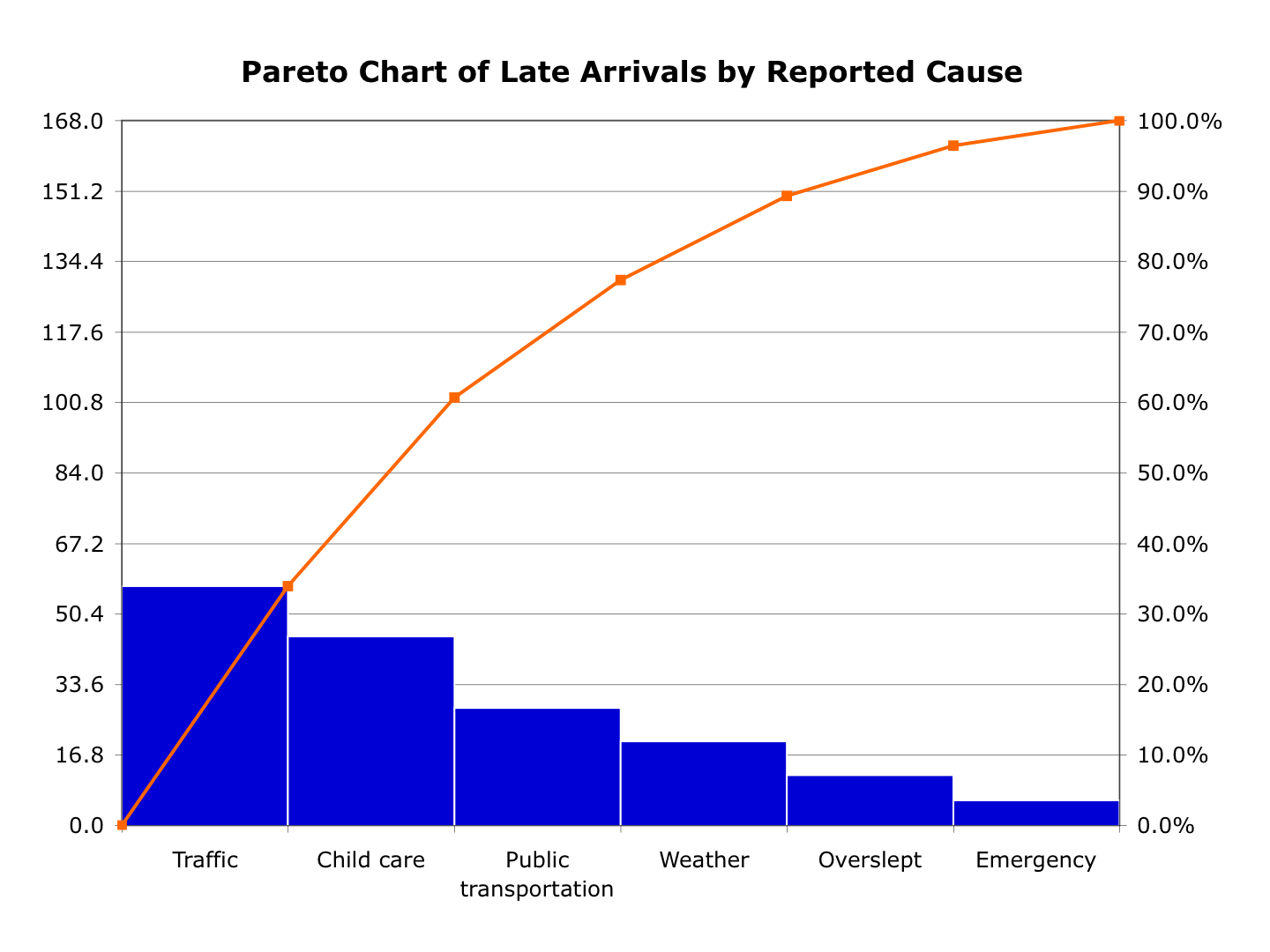
Một biểu đồ Pareto mẫu sử dụng số liệu giả thuyết để chỉ tần suất các lý do gây ra việc đi làm muộn.

Biểu đồ Pareto, được đặt tên dựa theo Vilfredo Pareto, là một loại biểu đồ có bao gồm các cột và các đường thẳng trong đó các giá trị độc lập được biểu diễn bằng những hình cột có thứ tự thấp dần, còn các giá trị tổng tích lũy được biểu diễn bằng đường thẳng.
Trục thẳng đứng bên trái được dùng để đo lường tần suất xuất hiện, tuy nhiên nó cũng có thể được thay thế để đo lường chi phí hoặc một đơn vị tính toán khác tùy theo mục đích. Trục thẳng đứng bên phải được dùng để đo lường phần trăm tích lũy của tổng số lần xuất hiện, tổng chi phí hoặc tổng của một đơn vị đo lường nào đó tùy mục đích. Vì giá trị được sắp xếp theo thứ tự giảm dần, hàm tích lũy sẽ là một hàm lõm. Biểu đồ Pareto mẫu kế bên giúp phân tích được rằng có thể giảm thiểu số lần đi làm muộn đi 78% bằng cách giải quyết triệt để ba vấn đề đầu tiên (giao thông, chăm sóc trẻ em, phương tiện công cộng), điều đó sẽ có hiệu quả hơn là cố gắng giải quyết tất cả mọi vấn đề cùng lúc.
Mục đích của biểu đồ Pareto đó là tìm ra trong một nhóm các nguyên nhân (thường có rất nhiều), đâu là những nguyên nhân quan trọng nhất. Trong kiểm soát chất lượng, biểu đồ này thường được dùng để biểu diễn những nguyên nhân gây ra lỗi phổ biến nhất, loại lỗi xuất hiện phổ biến nhất hoặc nguyên nhân phổ biến nhất khiến khách hàng phàn nàn,.... Nhà thống kê học Wilkinson vào năm 2006 đã phát mình ra một thuật toán để tạo ra giới hạn chấp nhận được dựa trên thống kê cho mỗi cột trong biểu đồ Pareto.
Những biểu đồ này có thể được thực hiện bằng các phần mềm trang tính đơn giản như Apache OpenOffice/LibreOffice Calc  và Microsoft Excel, những công cụ hình học như ThoughtSpot hay Tableau Software, những phần mềm công cụ thống kê chuyên nghiệp, và cả các công cụ tạo biểu đồ chất lượng online.
Biểu đồ Pareto là 1 trong 7 công cụ kiểm soát chất lượng.

## Sách
- Hart, K. M., & Hart, R. F. (1989). Quantitative methods for quality improvement. Milwaukee, WI: ASQC Quality Press. Santosh: Pre Press
- Juran, J. M. (1962). Quality control handbook. New York: McGraw-Hill.
- Juran, J. M., & Gryna, F. M. (1970). Quality planning and analysis. New York: McGraw-Hill.
- Montgomery, D. C. (1985). Statistical quality control. New York: Wiley.
- Montgomery, D. C. (1991). Design and analysis of experiments, 3rd ed. New York: Wiley.
- Pyzdek, T. (1989). What every engineer should know about quality control. New York: Marcel Dekker.
- Vaughn, R. C. (1974). Quality control. Ames, IA: Iowa State Press.
- Wilkinson, L. (2006). “Revising the Pareto Chart”. The American Statistician. 60: 332–334.